# Малый Ошняк
 Малый Ошняк — село в Рыбно-Слободском районе Татарстана. Входит в состав Большеошнякского сельского поселения.

## География
Находится в центральной части Татарстана у на расстоянии приблизительно 10 км на северо-запад по прямой от районного центра поселка Рыбная Слобода.

## История
Известно с 1617 года. В начале XX века были здесь и мечеть, и медресе.
По сведениям переписи 1897 года, в деревне Малый Ошняк Лаишевского уезда Казанской губернии жили 1067 человек (500 мужчин и 567 женщин), все мусульмане.

## Население
Постоянных жителей было: в 1782—167 душ мужского пола, в 1859—1028, в 1897—1133, в 1908—1363, в 1920—1234, в 1926—877, в 1949—743, в 1958—742, в 1970—694, в 1989—419, в 2002 году 323 (татары 100 %), в 2010 году 280.